# Showtime
Showtime és una marca de televisió de pagament distribuïda en diversos països del món, principalment als Estats Units. Va ser creada originalment com un servei de Viacom per emetre pel·lícules originals i, ocasionalment, combats de boxa, per cable. La primera emissió es va realitzar l'1 de juliol de 1976 a Dublín (Califòrnia). L'any 1978 va expandir el seu mercat via satèl·lit per competir amb HBO. Posteriorment, Viacom va vendre una meitat del canal a TelePrompTer però aquesta empresa els va revendre a Viacom un altre cop el 1982. Després de diferents compres i vendes per altres empreses, des de l'any 2005 forma part de l'empresa CBS Corporation. A principis dels anys 2000 van començar a emetre la resta de canals que ofereix actualment i va ser un dels primers canals de televisió a emetre els seus continguts en HDTV i so Dolby Digital. Aquest canal s'ha guanyat el prestigi internacional per la qualitat i la transgressió de les seves sèries.

## Canals
Showtime opera amb nou canals multiplexats i en alta definició.
- Showtime: últims èxits de taquilla, pel·lícules d'estrena i sèries originals, així com boxa.
- Showtime HD: emissió en alta definició de pel·lícules i sèries originals.
- Showtime 2: canal secundari, ofereix també pel·lícules i sèries. Se'l coneixia anteriorment com Showtime Too.
- Showtime Beyond: pel·lícules i sèries de ciència-ficció, fantasia i terror.
- Showtime Extreme: pel·lícules d'acció i aventura, intriga, gàngsters i d'arts marcials. Programa més de 60 pel·lícules "extremes" cada mes i els diumenges, una doble sessió centrada en una estrella d'acció diferent cada semana.
- Showtime Family Zone: programació orientada a la família, incloent-hi pel·lícules guardonades i sèries originals.
- Showtime Next: servei interactiu dirigit a adults entre 18 i 24 anys. Ofereix pel·lícules d'estrena (més de 50 cada mes), pel·lícules originals, curts i d'animació.
- Showcase: similar a Showtime 2, ofereix més oportunitats de veure pel·lícules d'estrena i originals. Se'l coneixia anteriorment com Showtime 3.
- Showtime Women: dirigit al públic femení, ofereix èxits de taquilla, sèries i programes de reality show. Les pel·lícules comprenen diversos gèneres com acció, aventura, drama, comèdia o intriga.

## Programació original
Aquest són alguns dels programes i sèries de televisió més coneguts del canal:
- Californication (2007 - 2014)
- Dexter (2006 - 2013)
- Homeland (2011 - 2020)
- Jeremiah (2002 - 2004)
- The Tudors (2007 - 2010)
- The L Word (2004 - 2009)
- Odyssey 5 (2002)
- Queer as Folk (2000 - 2005)
- Stargate SG-1 (1997 - 2002, temporades 1-5)
- Weeds (2005 - 2012)
- House of Lies (2012 - 2016)

## Showtime al món
Showtime posseeix dues xarxes principals de pagament que operen sota el seu nom: Showtime Australia i Showtime Arabia. A més, disposa de diversos canals amb llicència per utilitzar el seu nom com Showtime Scandinavia (Dinamarca, Finlàndia, Noruega i Suècia) o Showtime Extreme (Espanya) entre d'altres.